# У поноћ на гробљу
У поноћ на гробљу (рус. В полночь на кладбище) руски је црно-бели неми краткометражни хорор филм из 1910. године. Редитељ и сценариста филма је Василиј Гончаров, а продуцент Александар Ханжонков. Главне улоге тумаче Александра Гончарова, Владимир Максимов и Иван Мошукин.
Премијера филма била је 12. фебруара (30. јануара по старом календару) 1910. године. Сматра се изгубљеним у годинама Источног фронта у Другом светском рату.
Према истраживачу руских предреволуционарних филмова, Венијамину Вишњевском, Гончаров је снимао У поноћ на гробљу паралелно са Вијом, још једним хорор филмом који је приказан у септембру 1909.

## Радња
Ово је прича о младом човеку који закључује опкладу да ће у поноћ сам отићи на гробље. Као доказ да је био тамо забиће свој нож у крстачу. У почетку све иде по плану, међутим приликом забијања ножа у крстачy у мраку је, случајно, закачио за крстачу и свој капут, због чега је, при покушају да оде, стекао утисак да га неко држи, од чега је изгубио разум...

## Улоге
- Александра Гончарова
- Владимир Максимов
- Иван Мошукин